# Louise Marie Elisabeth van Pruisen
Louise Marie Elizabeth (Berlijn, 3 december 1838 - Baden-Baden,  23 april 1923), prinses van Pruisen, was een dochter van de latere Duitse keizer Wilhelm I en diens vrouw Augusta van Saksen-Weimar-Eisenach. Ze was lid van het Huis Hohenzollern en door haar huwelijk groothertogin van Baden.

## Jeugd
Van 1851 tot 1853 was de Zwitserse Adèle de Pierre de gouverante van prinses Louise.

## Huwelijk en kinderen
Op 20 september 1856 trad zij in het huwelijk met de groothertog van Baden, Frederik I. Het paar kreeg drie kinderen:
- Frederik (9 juli 1857)
- Victoria (7 augustus 1862), getrouwd met Gustaaf V van Zweden
- Lodewijk Willem (12 juni 1865)

### Kwartierstaat
| Frederik Willem II van Pruisen (1744-1797) | Frederik Willem II van Pruisen (1744-1797) | Frederik Willem II van Pruisen (1744-1797) | Frederik Willem II van Pruisen (1744-1797) | Frederik Willem II van Pruisen (1744-1797)  | Frederik Willem II van Pruisen (1744-1797)  | Frederika van Hessen-Darmstadt (1751-1805)  | Frederika van Hessen-Darmstadt (1751-1805)  | Frederika van Hessen-Darmstadt (1751-1805)  | Frederika van Hessen-Darmstadt (1751-1805)  | Frederika van Hessen-Darmstadt (1751-1805) | Frederika van Hessen-Darmstadt (1751-1805) |                                     |                                     | Karel II van Mecklenburg-Strelitz (1741-1816) | Karel II van Mecklenburg-Strelitz (1741-1816) | Karel II van Mecklenburg-Strelitz (1741-1816) | Karel II van Mecklenburg-Strelitz (1741-1816) | Karel II van Mecklenburg-Strelitz (1741-1816) | Karel II van Mecklenburg-Strelitz (1741-1816) | Frederika Caroline Louise van Hessen-Darmstadt (1752–1782) | Frederika Caroline Louise van Hessen-Darmstadt (1752–1782) | Frederika Caroline Louise van Hessen-Darmstadt (1752–1782) | Frederika Caroline Louise van Hessen-Darmstadt (1752–1782) | Frederika Caroline Louise van Hessen-Darmstadt (1752–1782) | Frederika Caroline Louise van Hessen-Darmstadt (1752–1782) |  |  | Karel August van Saksen-Weimar-Eisenach (1757-1828) | Karel August van Saksen-Weimar-Eisenach (1757-1828) | Karel August van Saksen-Weimar-Eisenach (1757-1828) | Karel August van Saksen-Weimar-Eisenach (1757-1828) | Karel August van Saksen-Weimar-Eisenach (1757-1828)   | Karel August van Saksen-Weimar-Eisenach (1757-1828)   | Louise van Hessen-Darmstadt (1757-1830)               | Louise van Hessen-Darmstadt (1757-1830)               | Louise van Hessen-Darmstadt (1757-1830)               | Louise van Hessen-Darmstadt (1757-1830)               | Louise van Hessen-Darmstadt (1757-1830)        | Louise van Hessen-Darmstadt (1757-1830)        |                                                |                                                | Paul I van Rusland (1754-1801)                 | Paul I van Rusland (1754-1801)                 | Paul I van Rusland (1754-1801)         | Paul I van Rusland (1754-1801)         | Paul I van Rusland (1754-1801)         | Paul I van Rusland (1754-1801)         | Sophia Dorothea Augusta Louisa van Württemberg (1759-1828) | Sophia Dorothea Augusta Louisa van Württemberg (1759-1828) | Sophia Dorothea Augusta Louisa van Württemberg (1759-1828) | Sophia Dorothea Augusta Louisa van Württemberg (1759-1828) | Sophia Dorothea Augusta Louisa van Württemberg (1759-1828) | Sophia Dorothea Augusta Louisa van Württemberg (1759-1828) |  |  |  |  |  |  |  |  |  |  |  |  |  |  |  |  |  |  |  |  |  |  |  |  |  |  |  |  |  |  |  |  |  |  |  |  |  |  |  |  |  |  |  |  |  |  |  |  |
| Frederik Willem II van Pruisen (1744-1797) | Frederik Willem II van Pruisen (1744-1797) | Frederik Willem II van Pruisen (1744-1797) | Frederik Willem II van Pruisen (1744-1797) | Frederik Willem II van Pruisen (1744-1797)  | Frederik Willem II van Pruisen (1744-1797)  | Frederika van Hessen-Darmstadt (1751-1805)  | Frederika van Hessen-Darmstadt (1751-1805)  | Frederika van Hessen-Darmstadt (1751-1805)  | Frederika van Hessen-Darmstadt (1751-1805)  | Frederika van Hessen-Darmstadt (1751-1805) | Frederika van Hessen-Darmstadt (1751-1805) |                                     |                                     | Karel II van Mecklenburg-Strelitz (1741-1816) | Karel II van Mecklenburg-Strelitz (1741-1816) | Karel II van Mecklenburg-Strelitz (1741-1816) | Karel II van Mecklenburg-Strelitz (1741-1816) | Karel II van Mecklenburg-Strelitz (1741-1816) | Karel II van Mecklenburg-Strelitz (1741-1816) | Frederika Caroline Louise van Hessen-Darmstadt (1752–1782) | Frederika Caroline Louise van Hessen-Darmstadt (1752–1782) | Frederika Caroline Louise van Hessen-Darmstadt (1752–1782) | Frederika Caroline Louise van Hessen-Darmstadt (1752–1782) | Frederika Caroline Louise van Hessen-Darmstadt (1752–1782) | Frederika Caroline Louise van Hessen-Darmstadt (1752–1782) |  |  | Karel August van Saksen-Weimar-Eisenach (1757-1828) | Karel August van Saksen-Weimar-Eisenach (1757-1828) | Karel August van Saksen-Weimar-Eisenach (1757-1828) | Karel August van Saksen-Weimar-Eisenach (1757-1828) | Karel August van Saksen-Weimar-Eisenach (1757-1828)   | Karel August van Saksen-Weimar-Eisenach (1757-1828)   | Louise van Hessen-Darmstadt (1757-1830)               | Louise van Hessen-Darmstadt (1757-1830)               | Louise van Hessen-Darmstadt (1757-1830)               | Louise van Hessen-Darmstadt (1757-1830)               | Louise van Hessen-Darmstadt (1757-1830)        | Louise van Hessen-Darmstadt (1757-1830)        |                                                |                                                | Paul I van Rusland (1754-1801)                 | Paul I van Rusland (1754-1801)                 | Paul I van Rusland (1754-1801)         | Paul I van Rusland (1754-1801)         | Paul I van Rusland (1754-1801)         | Paul I van Rusland (1754-1801)         | Sophia Dorothea Augusta Louisa van Württemberg (1759-1828) | Sophia Dorothea Augusta Louisa van Württemberg (1759-1828) | Sophia Dorothea Augusta Louisa van Württemberg (1759-1828) | Sophia Dorothea Augusta Louisa van Württemberg (1759-1828) | Sophia Dorothea Augusta Louisa van Württemberg (1759-1828) | Sophia Dorothea Augusta Louisa van Württemberg (1759-1828) |  |  |  |  |  |  |  |  |  |  |  |  |  |  |  |  |  |  |  |  |  |  |  |  |  |  |  |  |  |  |  |  |  |  |  |  |  |  |  |  |  |  |  |  |  |  |  |  |
|                                            |                                            |                                            |                                            |                                             |                                             |                                             |                                             |                                             |                                             |                                            |                                            |                                     |                                     |                                               |                                               |                                               |                                               |                                               |                                               |                                                            |                                                            |                                                            |                                                            |                                                            |                                                            |  |  |                                                     |                                                     |                                                     |                                                     |                                                       |                                                       |                                                       |                                                       |                                                       |                                                       |                                                |                                                |                                                |                                                |                                                |                                                |                                        |                                        |                                        |                                        |                                                            |                                                            |                                                            |                                                            |                                                            |                                                            |  |  |  |  |  |  |  |  |  |  |  |  |  |  |  |  |  |  |  |  |  |  |  |  |  |  |  |  |  |  |  |  |  |  |  |  |  |  |  |  |  |  |  |  |  |  |  |  |
|                                            |                                            |                                            |                                            | Frederik Willem III van Pruisen (1770-1840) | Frederik Willem III van Pruisen (1770-1840) | Frederik Willem III van Pruisen (1770-1840) | Frederik Willem III van Pruisen (1770-1840) | Frederik Willem III van Pruisen (1770-1840) | Frederik Willem III van Pruisen (1770-1840) |                                            |                                            |                                     |                                     |                                               |                                               | Louise van Mecklenburg-Strelitz (1776-1810)   | Louise van Mecklenburg-Strelitz (1776-1810)   | Louise van Mecklenburg-Strelitz (1776-1810)   | Louise van Mecklenburg-Strelitz (1776-1810)   | Louise van Mecklenburg-Strelitz (1776-1810)                | Louise van Mecklenburg-Strelitz (1776-1810)                |                                                            |                                                            |                                                            |                                                            |  |  |                                                     |                                                     |                                                     |                                                     | Karel Frederik van Saksen-Weimar-Eisenach (1783-1853) | Karel Frederik van Saksen-Weimar-Eisenach (1783-1853) | Karel Frederik van Saksen-Weimar-Eisenach (1783-1853) | Karel Frederik van Saksen-Weimar-Eisenach (1783-1853) | Karel Frederik van Saksen-Weimar-Eisenach (1783-1853) | Karel Frederik van Saksen-Weimar-Eisenach (1783-1853) |                                                |                                                |                                                |                                                |                                                |                                                | Maria Pavlovna van Rusland (1786-1859) | Maria Pavlovna van Rusland (1786-1859) | Maria Pavlovna van Rusland (1786-1859) | Maria Pavlovna van Rusland (1786-1859) | Maria Pavlovna van Rusland (1786-1859)                     | Maria Pavlovna van Rusland (1786-1859)                     |                                                            |                                                            |                                                            |                                                            |  |  |  |  |  |  |  |  |  |  |  |  |  |  |  |  |  |  |  |  |  |  |  |  |  |  |  |  |  |  |  |  |  |  |  |  |  |  |  |  |  |  |  |  |  |  |  |  |
|                                            |                                            |                                            |                                            | Frederik Willem III van Pruisen (1770-1840) | Frederik Willem III van Pruisen (1770-1840) | Frederik Willem III van Pruisen (1770-1840) | Frederik Willem III van Pruisen (1770-1840) | Frederik Willem III van Pruisen (1770-1840) | Frederik Willem III van Pruisen (1770-1840) |                                            |                                            |                                     |                                     |                                               |                                               | Louise van Mecklenburg-Strelitz (1776-1810)   | Louise van Mecklenburg-Strelitz (1776-1810)   | Louise van Mecklenburg-Strelitz (1776-1810)   | Louise van Mecklenburg-Strelitz (1776-1810)   | Louise van Mecklenburg-Strelitz (1776-1810)                | Louise van Mecklenburg-Strelitz (1776-1810)                |                                                            |                                                            |                                                            |                                                            |  |  |                                                     |                                                     |                                                     |                                                     | Karel Frederik van Saksen-Weimar-Eisenach (1783-1853) | Karel Frederik van Saksen-Weimar-Eisenach (1783-1853) | Karel Frederik van Saksen-Weimar-Eisenach (1783-1853) | Karel Frederik van Saksen-Weimar-Eisenach (1783-1853) | Karel Frederik van Saksen-Weimar-Eisenach (1783-1853) | Karel Frederik van Saksen-Weimar-Eisenach (1783-1853) |                                                |                                                |                                                |                                                |                                                |                                                | Maria Pavlovna van Rusland (1786-1859) | Maria Pavlovna van Rusland (1786-1859) | Maria Pavlovna van Rusland (1786-1859) | Maria Pavlovna van Rusland (1786-1859) | Maria Pavlovna van Rusland (1786-1859)                     | Maria Pavlovna van Rusland (1786-1859)                     |                                                            |                                                            |                                                            |                                                            |  |  |  |  |  |  |  |  |  |  |  |  |  |  |  |  |  |  |  |  |  |  |  |  |  |  |  |  |  |  |  |  |  |  |  |  |  |  |  |  |  |  |  |  |  |  |  |  |
|                                            |                                            |                                            |                                            |                                             |                                             |                                             |                                             |                                             |                                             | Wilhelm I van Duitsland (1797-1888)        | Wilhelm I van Duitsland (1797-1888)        | Wilhelm I van Duitsland (1797-1888) | Wilhelm I van Duitsland (1797-1888) | Wilhelm I van Duitsland (1797-1888)           | Wilhelm I van Duitsland (1797-1888)           |                                               |                                               |                                               |                                               |                                                            |                                                            |                                                            |                                                            |                                                            |                                                            |  |  |                                                     |                                                     |                                                     |                                                     |                                                       |                                                       |                                                       |                                                       |                                                       |                                                       | Augusta van Saksen-Weimar-Eisenach (1811-1890) | Augusta van Saksen-Weimar-Eisenach (1811-1890) | Augusta van Saksen-Weimar-Eisenach (1811-1890) | Augusta van Saksen-Weimar-Eisenach (1811-1890) | Augusta van Saksen-Weimar-Eisenach (1811-1890) | Augusta van Saksen-Weimar-Eisenach (1811-1890) |                                        |                                        |                                        |                                        |                                                            |                                                            |                                                            |                                                            |                                                            |                                                            |  |  |  |  |  |  |  |  |  |  |  |  |  |  |  |  |  |  |  |  |  |  |  |  |  |  |  |  |  |  |  |  |  |  |  |  |  |  |  |  |  |  |  |  |  |  |  |  |
|                                            |                                            |                                            |                                            |                                             |                                             |                                             |                                             |                                             |                                             | Wilhelm I van Duitsland (1797-1888)        | Wilhelm I van Duitsland (1797-1888)        | Wilhelm I van Duitsland (1797-1888) | Wilhelm I van Duitsland (1797-1888) | Wilhelm I van Duitsland (1797-1888)           | Wilhelm I van Duitsland (1797-1888)           |                                               |                                               |                                               |                                               |                                                            |                                                            |                                                            |                                                            |                                                            |                                                            |  |  |                                                     |                                                     |                                                     |                                                     |                                                       |                                                       |                                                       |                                                       |                                                       |                                                       | Augusta van Saksen-Weimar-Eisenach (1811-1890) | Augusta van Saksen-Weimar-Eisenach (1811-1890) | Augusta van Saksen-Weimar-Eisenach (1811-1890) | Augusta van Saksen-Weimar-Eisenach (1811-1890) | Augusta van Saksen-Weimar-Eisenach (1811-1890) | Augusta van Saksen-Weimar-Eisenach (1811-1890) |                                        |                                        |                                        |                                        |                                                            |                                                            |                                                            |                                                            |                                                            |                                                            |  |  |  |  |  |  |  |  |  |  |  |  |  |  |  |  |  |  |  |  |  |  |  |  |  |  |  |  |  |  |  |  |  |  |  |  |  |  |  |  |  |  |  |  |  |  |  |  |
|                                            |                                            |                                            |                                            |                                             |                                             |                                             |                                             |                                             |                                             |                                            |                                            |                                     |                                     |                                               |                                               |                                               |                                               |                                               |                                               |                                                            |                                                            |                                                            |                                                            |                                                            |                                                            |  |  |                                                     |                                                     |                                                     |                                                     |                                                       |                                                       |                                                       |                                                       |                                                       |                                                       |                                                |                                                |                                                |                                                |                                                |                                                |                                        |                                        |                                        |                                        |                                                            |                                                            |                                                            |                                                            |                                                            |                                                            |  |  |  |  |  |  |  |  |  |  |  |  |  |  |  |  |  |  |  |  |  |  |  |  |  |  |  |  |  |  |  |  |  |  |  |  |  |  |  |  |  |  |  |  |  |  |  |  |
|                                            |                                            |                                            |                                            |                                             |                                             |                                             |                                             |                                             |                                             |                                            |                                            |                                     |                                     |                                               |                                               |                                               |                                               |                                               |                                               |                                                            |                                                            |                                                            |                                                            |                                                            |                                                            |  |  |                                                     |                                                     |                                                     |                                                     |                                                       |                                                       |                                                       |                                                       |                                                       |                                                       |                                                |                                                |                                                |                                                |                                                |                                                |                                        |                                        |                                        |                                        |                                                            |                                                            |                                                            |                                                            |                                                            |                                                            |  |  |  |  |  |  |  |  |  |  |  |  |  |  |  |  |  |  |  |  |  |  |  |  |  |  |  |  |  |  |  |  |  |  |  |  |  |  |  |  |  |  |  |  |  |  |  |  |
|                                            |                                            |                                            |                                            |                                             |                                             |                                             |                                             |                                             |                                             |                                            |                                            |                                     |                                     |                                               |                                               |                                               |                                               | Frederik III van Duitsland (1831-1888)        | Frederik III van Duitsland (1831-1888)        | Frederik III van Duitsland (1831-1888)                     | Frederik III van Duitsland (1831-1888)                     | Frederik III van Duitsland (1831-1888)                     | Frederik III van Duitsland (1831-1888)                     |                                                            |                                                            |  |  |                                                     |                                                     | Louise Marie Elisabeth van Pruisen (1831-1888)      | Louise Marie Elisabeth van Pruisen (1831-1888)      | Louise Marie Elisabeth van Pruisen (1831-1888)        | Louise Marie Elisabeth van Pruisen (1831-1888)        | Louise Marie Elisabeth van Pruisen (1831-1888)        | Louise Marie Elisabeth van Pruisen (1831-1888)        |                                                       |                                                       |                                                |                                                |                                                |                                                |                                                |                                                |                                        |                                        |                                        |                                        |                                                            |                                                            |                                                            |                                                            |                                                            |                                                            |  |  |  |  |  |  |  |  |  |  |  |  |  |  |  |  |  |  |  |  |  |  |  |  |  |  |  |  |  |  |  |  |  |  |  |  |  |  |  |  |  |  |  |  |  |  |  |  |

- Gemeinsame Normdatei: 118729667
- International Standard Name Identifier: 0000 0000 7857 2966
- Library of Congress Control Number: n86055062
- Nationale Bibliotheek van Polen: a0000003374139
- LIBRIS: 209823
- Système universitaire de documentation: 059556854
- Virtual International Authority File: 7364179
- WorldCat: E39PBJfCqY4rQh4R8VW77KH3cP